# 薩莫拉河

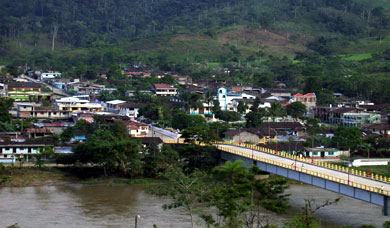
薩莫拉河

薩莫拉河（西班牙語：Río Zamora）是厄瓜多爾的河流，位於該國東南部，河道全長183公里，流經洛哈省、薩莫拉-欽奇佩省和莫羅納-聖地亞哥省，最終注入聖地亞哥河。